# Saison 1 d'Alphas
Chronologie
Saison 2
Cet article présente les douze épisodes de la première saison de la série télévisée américaine Alphas.

## Synopsis
Des individus avec des capacités neurologiques hors du commun sont recrutés par une section secrète du gouvernement afin d'œuvrer pour le bien-être de la société et arrêter les personnes mal intentionnées…

## Distribution

### Acteurs principaux
- David Strathairn (VF : Hervé Bellon) : Dr Lee Rosen
- Ryan Cartwright (VF : Jérôme Berthoud) : Gary Bell
- Warren Christie (VF : Franck Monsigny) : Cameron Hicks
- Azita Ghanizada (en) (VF : Audrey Sablé) : Rachel Pirzad
- Laura Mennell (VF : Hélène Bizot) : Nina Theroux
- Malik Yoba (VF : Jean-Paul Pitolin) : Bill Harken

### Acteurs récurrents
- Callum Keith Rennie (VF : Guillaume Orsat) : agent spécial du FBI Don Wilson
- Mahershala Ali (VF : Gilles Morvan) : Nathan Cley
- Valerie Cruz (VF : Armelle Gallaud) : Kathy Sullivan[2]
- Kathleen Gati (en) (VF : Martine Irzenski) : Zahra Pirzad
- Rachael Crawford (VF : Isabelle Leprince) : Jeannie Harken
- Jane Moffat (VF : Valérie Even) : Sandra Bell

### Invités
- Jeff Seymour (en) (VF : Mathieu Buscatto) : le fantôme (épisode 1)
- Carlos Gonzalez-Vio (VF : Charles Borg) : Operative (épisode 1)
- Will McCormack (VF : Pierre Tessier) : Marcus Ayers (épisode 3)
- Deborah Odell (VF : Florence Dumortier) : Bonita (épisode 3)
- Devon Graye (VF : Stanislas Forlani) : Matthew Hurley (épisode 3)
- Lindsay Wagner (VF : Dominique Macavoy) : Dr Vanessa Calder[3] (Dr de Warehouse 13, épisode 6)
- Isabella Hofmann (en) (VF : Anne Deleuze) : Jessica Elkhart (épisode 6)
- David Sparrow (VF : Loïc Houdré) : chef Handell (épisode 6)
- Alaina Huffman : Sara Nelson[3] (épisode 7)
- Peter Wingfield (VF : Vincent Violette) : James Collier[3] (épisode 7)
- Melissa Hood (VF : Pauline Vallès Moingeon) : Lisa Collier (épisode 7)
- Conrad Pla (en) (VF : Fabien Jacquelin) : Luke (épisode 7)
- Paulino Nunes (VF : Mathieu Buscatto) : agent Lou Persky (épisode 7)
- Summer Glau (VF : Léa Gabrièle) : Skylar Adams[3] (épisode 8)
- Garret Dillahunt : Jonas Elkin[3] (épisode 9)
- Rebecca Mader : Griffin[3] (épisode 10)
- Brent Spiner (VF : Michel Voletti) : Dr Kern[3] (épisode 10)
- Ivan Sabba (VF : Didier Cherbuy) : Isaac (épisodes 11 et 12)
- John Pyper-Ferguson (VF : Éric Legrand) : Stanton Parrish[4] (épisode 11)
- Kathleen Munroe (VF : Ingrid Donnadieu) : Danielle Rosen (épisode 12)

## Production

### Diffusions
La diffusion francophone va se dérouler ainsi :
- En France, la série est diffusée depuis le 21 février 2012 sur Syfy Universal[5].
- Au Québec, depuis le 1er octobre 2012 sur AddikTV[6].
- En Suisse et en Belgique, aucune annonce de diffusion n'a été faite pour le moment.

## Liste des épisodes
Source des titres FR : Syfy.fr

### Épisodes 1 et 2:L'heure de tuer, première et deuxième partie
- États-Unis : 11 juillet 2011 sur Syfy
- France : 21 février 2012 sur Syfy Universal[1],[7]
- Québec : 1er octobre 2012 sur AddikTV[8]

- États-Unis : 2,52 millions de téléspectateurs[9] (première diffusion)

- Lors de sa diffusion francophone, l'épisode pilote a été diffusé en deux parties[1],[7], ce qui porte la saison à un total de douze épisodes[1],[7].

### Épisode 3:De cause à effet
- États-Unis : 18 juillet 2011 sur Syfy
- France : 21 février 2012 sur Syfy Universal[1],[7]
- Québec : 8 octobre 2012 sur AddikTV

- États-Unis : 2,23 millions de téléspectateurs[10] (première diffusion)

### Épisode 4:Folie furieuse
- États-Unis : 25 juillet 2011 sur Syfy
- France : 28 février 2012 sur Syfy Universal[1],[11]
- Québec : 15 octobre 2012 sur AddikTV

- États-Unis : 1,95 million de téléspectateurs[12] (première diffusion)

- Tatiana Maslany (Tracy)

### Épisode 5:La Pierre de rosette
- États-Unis : 1er août 2011 sur Syfy
- France : 28 février 2012 sur Syfy Universal[1],[11]
- Québec : 22 octobre 2012 sur AddikTV

- États-Unis : 2,03 millions de téléspectateurs[13] (première diffusion)

- Liane Balaban (Anna)

### Épisode 6:En manque d'amour
- États-Unis : 8 août 2011 sur Syfy
- France : 6 mars 2012 sur Syfy Universal[1],[11]
- Québec : 29 octobre 2012 sur AddikTV

- États-Unis : 2,01 millions de téléspectateurs[14] (première diffusion)

- Lindsay Wagner (Dr Vanessa Calder)

### Épisode 7:Bill et Gary, agents très spéciaux
- États-Unis : 15 août 2011 sur Syfy
- France : 6 mars 2012 sur Syfy Universal[1],[11]
- Québec : 5 novembre 2012 sur AddikTV

- États-Unis : 1,83 million de téléspectateurs[15] (première diffusion)

- Alaina Huffman (Sara Nelson)
- Peter Wingfield (James Collier)

### Épisode 8:Skylar
- États-Unis : 22 août 2011 sur Syfy
- France : 13 mars 2012 sur Syfy Universal[1],[11]
- Québec : 12 novembre 2012 sur AddikTV

- États-Unis : 1,88 million de téléspectateurs[16] (première diffusion)

- Summer Glau (Skylar Adams)

### Épisode 9:Dans la lumière
- États-Unis : 29 août 2011 sur Syfy
- France : 13 mars 2012 sur Syfy Universal[1],[11]
- Québec : 19 novembre 2012 sur AddikTV

- États-Unis : 1,79 million de téléspectateurs[17] (première diffusion)

- Garret Dillahunt (Jonas Elkin)

### Épisode 10:Angle mort
- États-Unis : 12 septembre 2011 sur Syfy
- France : 20 mars 2012 sur Syfy Universal[1],[11]
- Québec : 26 novembre 2012 sur AddikTV

- États-Unis : 1,51 million de téléspectateurs[18] (première diffusion)

- Rebecca Mader (Griffin)
- Brent Spiner (Dr Kern)

### Épisode 11:L'ennemi est parmi nous
- États-Unis : 19 septembre 2011 sur Syfy
- France : 20 mars 2012 sur Syfy Universal[1],[11]
- Québec : 3 décembre 2012 sur AddikTV

- États-Unis : 1,39 million de téléspectateurs[19] (première diffusion)

### Épisode 12:Péchés originels
- États-Unis : 26 septembre 2011 sur Syfy
- France : 20 mars 2012 sur Syfy Universal[1],[11]
- Québec : 10 décembre 2012 sur AddikTV

- États-Unis : 1,16 million de téléspectateurs[20] (première diffusion)

- Kathleen Munroe (Danielle Rosen)